# Państwowy Urząd Zbożowy
Państwowy Urząd Zbożowy – jednostka organizacyjna Ministra Aprowizacji zorganizowana w 1920 r. w celu przeprowadzenia skupu i normowania obrotu ziemiopłodami oraz zarządzanie  wytworzonymi w nich produktami na terenie całego kraju. Urząd powstał na skutek trudnej sytuacji aprowizacyjnej kraju powstałej w wyniku I wojny światowej, niskiego poziomu produkcji rolniczej oraz działań wojennych. Regulacje prawne obejmowały - obok zboża - wszystkie  produkty rolne. Ponadto zapewniały budowę zakładów przetwórstwa rolno-spożywczego i innych magazynów. Poprzez stworzenie urzędu odpowiedzialnego za zaopatrzenie ludności w artykuły pierwszej potrzeby, dążono do ograniczenia spekulacyjnego handlu żywnością i zapewnienie w miarę możliwości równomiernego dostępu ludności do środków spożycia.
Urząd podlegał bezpośrednio Ministrowi Aprowizacji, natomiast kontrolę finansową oraz nadzór nad prawidłowością i celowością administrowania majątkiem wykonywał również Minister Skarbu.

## Szczegółowy zakres działania Urzędu
Szczegółowy zakres działania Urzędu obejmował:
- skup oraz odpowiednie rozmieszczenie zapasów w zbudowanych przez siebie lub wynajętych magazynach i elewatorach;
- przerób, przewóz i sprzedaż wszelkich płodów rolnych i ich przetworów oraz nasion;
- organizowanie i popieranie polskiego handlu zbożowego i nasiennego oraz przemysłu rolnego;
- budowę składów, elewatorów, suszarń, młynów i piekarń, ewentualny nadzór nad młynami i piekarniami w celu normowania cen i gatunku przetworów zbożowych i chleba;
- wyłączne prawo sprzedaży, względnie upoważnianie do sprzedaży produktów rolnych i ich przetworów, zakupywanych z ramienia Rządu zagranicą;
- opiniowanie - jako fachowy organ państwowy - w sprawach przekazanych decyzji Rządu, co do wwozu ziemiopłodów i ich przetworów z zagranicy oraz wywozu zagranicę nadmiaru ziemiopłodów;
- opiniowanie w zakresie wszelkich transakcji kompensacyjnych, w których ziemiopłody stanowiły przedmiot wymiany;
- fachową edukację w zakresie suszenia, doczyszczania, mieszania ziemiopłodów dla podniesienia ich jakości i ilości i dla zapobiegania zwyrodnieniu ziemiopłodów;
- handel nasienny ziemiopłodami.

## Organy skupu
Organami skupu były:
- własne ekspozytury i towarzystwa,
- spółki, syndykaty i firmy prywatne,
- specjalnie powołane do akcji skupu  i uwierzytelnione. oddziały i agentury,
- oddziały i agentury poza granicą Państwa Polskiego otwierane na zasadzie postanowienia Ministra Aprowizacji w porozumieniu z ministrami: Spraw Zagranicznych, Przemysłu i Handlu oraz Skarbu.

## Fundusze Urzędu
Urząd  otrzymał od Skarbu Państwa fundusz obrotowy w sumie stu milionów, marek, oprocentowany i amortyzowany na zasadzie przepisów, ustalonych przez Ministerstwo Skarbu z Ministerstwem Aprowizacji.
Poza tym Urząd  korzystał — na wniosek Ministerstwa Aprowizacji — z prawa gwarancji rządowej przy zaciąganiu pożyczek w instytucjach finansowych państwowych i prywatnych do wysokości 1 000 000 000 marek, po uprzednim porozumieniu się z Ministerstwem Skarbu oraz z zachowaniem obowiązujących przepisów.

## Gospodarowanie ziemiopłodami
Urząd jako organizacja handlowe Ministerstwa Aprowizacji, sprzedawał nabyte  ziemiopłody i ich przetwory na mocy ogólnego planu, zaakceptowanego przez Ministerstwo Aprowizacji.
Urząd ustalał ponadto komu i na jakich warunkach należy sprzedać ziemiopłody i ich przetwory. W pierwszym rzędzie sprzedaż następowała na potrzeby instytucji komunalnych oraz związków i zrzeszeń o charakterze społeczno-handlowym.

## Kierowanie Urzędem
Sprawami Urzędu zarządzała dyrekcja składająca się z naczelnego dyrektora, jego zastępcy oraz członków dyrekcji.   
Dyrektora zatwierdzał Naczelnik Państwa na wniosek Ministra Aprowizacji. Zastępcę naczelnego dyrektora oraz 5 członków dyrekcji zatwierdzał Minister Aprowizacji. 
Wśród członków dyrekcji byli:
- dyrektor handlowy,
- dyrektor finansowego,
- dyrektor administracyjny,
- główny kontroler,
- szef sekcji ogólnej.